# Tounfafiram
Tounfafiram (auch: Toufafiram, Tounfafirum) ist ein Dorf in der Landgemeinde Damagaram Takaya in Niger.

## Geographie
Das Dorf liegt rund 14 Kilometer nördlich des Hauptorts Damagaram Takaya der gleichnamigen Landgemeinde und des gleichnamigen Departements Damagaram Takaya, das zur Region Zinder gehört. Zu weiteren Siedlungen in der Umgebung von Tounfafiram zählen Guéza im Osten, Chiouni und Zarnouski im Südosten sowie Rafin Zomo im Westen.
Tounfafiram ist Teil der Übergangszone zwischen Sahara und Sahel. Die durchschnittliche jährliche Niederschlagsmenge beträgt hier zwischen 200 und 300 mm. Die Landschaft um das Dorf ist von großen Transversaldünen geprägt. Das Grundwasser liegt in einer Tiefe von 45 bis 70 Metern. Die Wasserqualität ist durch Bakterien beeinträchtigt.
Die 485 Hektar große Forêt classée de Tounfafiram Nord und die 295 Hektar große Forêt classée de Tounfafiram Sud sind geschützte Wälder in der Nähe des Dorfes. Ihre Unterschutzstellung erfolgte am 5. Juni 1953. Die Bewaldung ist praktisch nicht mehr existent. Beide Gebiete haben den Charakter einer grasbewachsenen Steppe.

## Bevölkerung
Bei der Volkszählung 2012 hatte Tounfafiram 1929 Einwohner, die in 345 Haushalten lebten. Bei der Volkszählung 2001 betrug die Einwohnerzahl 1445 in 278 Haushalten und bei der Volkszählung 1988 belief sich die Einwohnerzahl auf 1608 in 298 Haushalten.
Die Bevölkerungsdichte in diesem Gebiet ist mit 10 bis 20 Einwohnern je Quadratkilometer relativ gering.

## Wirtschaft und Infrastruktur
Tounfafiram liegt in einem Gebiet des Übergangs zwischen der Naturweidewirtschaft des Nordens und des Ackerbaus des Südens, was zu Landnutzungskonflikten führt. Es gibt eine Schule im Dorf.